# Plailly

Plailly este o comună în departamentul Oise, Franța. În 1 ianuarie 2022 avea o populație de 1.791 de locuitori.